# Calomys hummelincki
Espèce
Synonymes
- Baiomys hummelincki Husson, 1960[1]

Statut de conservation UICN

 LC  : Préoccupation mineure
Calomys hummelincki est une espèce de rongeurs de la famille des Cricetidae et qui se rencontre aux Antilles et en Amérique du Sud.

## Systématique
L'espèce Calomys hummelincki a été initialement décrite en 1960 par Antonius Marie Husson (d) sous le protonyme de Baiomys hummelincki.

## Répartition
L'espèce se rencontre dans les plaines du Nord-Est de la Colombie, dans une large part du Venezuela, dans les îles antillaises d'Aruba et Curaçao et un spécimen a été recensé au Brésil.

## Étymologie
Son épithète spécifique, hummelincki, lui a été donnée en l'honneur de P. Wagenaar Hummelinck (d) (1907-2003), botaniste et zoologiste vénézuélien, en remerciement de ses encouragements. 

## Publication originale
- (en) A. M. Husson, « A new species of the rodent Baiomys from Aruba and Curaçao », Studies on the fauna of Curaçao and other Caribbean Islands, vol. 10, no 1,‎ 1960, p. 33-40 (ISSN 0166-5189, lire en ligne).